# Szomerijja
Szomerijja (hebr.: שומריה) – kibuc położony w samorządzie regionu Bene Szimon, w Dystrykcie Południowym, w Izraelu.
Leży w północnej części pustyni Negew przy granicy terytoriów Autonomii Palestyńskiej.
Członek Ruchu Kibuców (Ha-Tenu’a ha-Kibbucit).

## Historia
Kibuc został założony w 1985 przez członków ruchu Haszomer Hacair.

## Gospodarka
Gospodarka kibucu opiera się na intensywnym rolnictwie.